# 慶應義塾大学亜細亜研究所
慶應義塾大学亜細亜研究所（けいおうぎじゅくだいがくあじあけんきゅうしょ）は、1943年（昭和18年）7月に慶應義塾大学が設立した研究所。

## 概要
国家戦略としてアジア研究が求められていた情勢下で、設立された研究所。施設は、現在の慶應義塾女子高等学校の敷地にあった綱町研究所（旧徳川達孝伯爵邸）が充てられ、また資金として、藤山愛一郎などからの寄附金、およそ二百万円を擁していたばかりでなく、義塾が昭和19年に募集を開始した資金により年20万円の研究拡充費を支給されることになっていた。所長は小泉信三、副所長は常任理事。顧問や参与として川合貞一、林毅陸、北島多一、板倉卓造、高橋誠一郎、野村兼太郎、西脇順三郎などが名を連ねた。研究と教育を担う所員および研究調査を行う研究員の多くは、義塾教員との兼担者であり、文化部（思想、文化政策、言語、土俗など）、民族部（民族運動、民族政策など）、法政部（法制、外交、植民地行政など）、経済部、資源部、厚生部（医事、衛生、福利施設など）に分かれて、個別研究ばかりでなく共同研究を進めることを目指した。また、学部および高等部より募集した研究生を対象に教育・研究指導を行うことも事業とした。
同研究所は、学徒出陣や思想統制という戦時下の困難な状況に対して、研究教育の機能を繋ぐ役割を果たしたが、昭和20年5月の空襲により施設の大半が焼失し、21年3月に廃止された。機関紙『亜細亜研究』全12号ならびに『亜細亜業書』2冊を遺している。